# John Fox Burgoyne

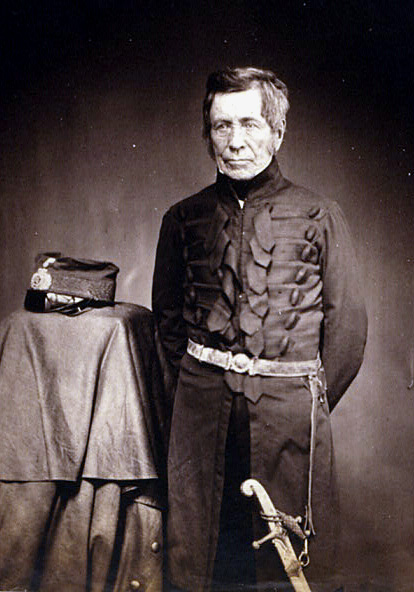
Lieutenant General Sir John Fox Burgoyne, G.C.B., Foto von Roger Fenton, 1855

Sir John Fox Burgoyne, 1. Baronet GCB (* 24. Juli 1782 in London; † 7. Oktober 1871 in Kensington) war ein britischer Feldmarschall. 

## Leben
John Fox Burgoyne war ein unehelicher Sohn des Generals John Burgoyne (1722–1792) und der Opernsängerin Susan Caulfield. Nach dem frühen Tod seines Vaters wurde er von Edward Smith-Stanley, 12. Earl of Derby (einem Neffen der verstorbenen Gattin seines Vaters) aufgezogen. Er besuchte das Eton College und die Royal Military Academy Woolwich und trat anschließend 1798 als Second Lieutenant der Royal Engineers in das Pionierkorps der britischen Armee ein. Er nahm an den Kämpfen der Koalitionskriege teil und machte ab 1809 an die Feldzüge auf die Pyrenäenhalbinsel unter dem Duke of Wellington mit. Wellington übertrug ihm vor Burgos und später vor San Sebastián die Leitung der Belagerungsaktionen. Am Britisch-Amerikanischen Krieg war er an den erfolglosen Angriffen gegen New Orleans als Lieutenant-Colonel und Chef des Ingenieurkorps beteiligt (8. Januar 1815). 
Nachdem Burgoyne 1826 die Armee unter General Clinton nach Portugal begleitet hatte, wurde er 1831 als Colonel zum Direktor der Bauten und öffentlichen Arbeiten in Irland ernannt. 1838 wurde er zum Major-General befördert und im selben Jahr als Knight Commander des Order of the Bath geadelt. Ab 1845 war er zuständig für die Generalinspektion der Befestigungsanlagen des Landes. Durch sein berühmt gewordenes Memoir gab er den Anstoß für die Befestigung der britischen Küsten. 
Während der Hungersnot in Irland 1846 bis 1847 leitete Burgoyne die Maßnahmen zur Linderung des Elends. 1851 wurde er zum Lieutenant-General befördert und 1852 zum Knight Grand Cross des Order of the Bath erhoben. Vor Ausbruch des Krimkrieges ging er nach Konstantinopel, um für die Befestigung der osmanischen Hauptstadt und der Dardanellen zu sorgen. Bei den Operationen gegen Sewastopol veranlasste er die Beschießung der Festung Malakow. 1855 kehrte er nach England zurück und erhielt am 18. April 1856 den erblichen Adelstitel eines Baronet, of the Army. 1865 machte man ihn zum Konstabler des Tower of London und 1868 wurde er zum Field Marshal befördert.
Mit 89 Jahren starb John Fox Burgoyne am 7. Oktober 1871 in London und fand seine letzte Ruhestätte auf dem Brompton Cemetery (Royal Borough of Kensington and Chelsea). Aus seiner 1821 geschlossenen Ehe mit Charlotte Rose hatte er sieben Töchter und einen Sohn. Da sein einziger Sohn Hugh Talbot Burgoyne (1833–1870), Captain der Royal Navy und Träger des Victoria Cross, bereits 1870 kinderlos gestorben war, erlosch sein Adelstitel bei seinem Tod.

## Werke
- Military opinions.  London 1859.
- Treatise on the blasting and quarring of Stone. London 1852.